# Sony Building (New York)
Sony Building este o clădire ce se află în New York City. A fost proiectată de Phillip Johnson și este fostul sediu al Sony Corporation of America.